# 蓬努瓦耶勒
蓬努瓦耶勒（法語：Pont-Noyelles，法語發音：[pɔ̃ nwajɛl]）是法国上法蘭西大區索姆省的一个市镇，属于亚眠区。

## 地理
蓬努瓦耶勒（49°56'25"N, 2°26'28"E）面积8.62 平方千米，位于法国上法蘭西大區索姆省，该省份为法国北部沿海省份，北起加来海峡省和北部省，西接滨海塞纳省和大西洋英吉利海峡，南至瓦兹省，东临埃纳省。
与蓬努瓦耶勒接壤的市镇（或旧市镇、城区）包括：杜尔、贝昂库尔、科尔比、弗雷尚库尔、拉乌索耶、凯里约。
蓬努瓦耶勒的时区为UTC+01:00、UTC+02:00（夏令时）。

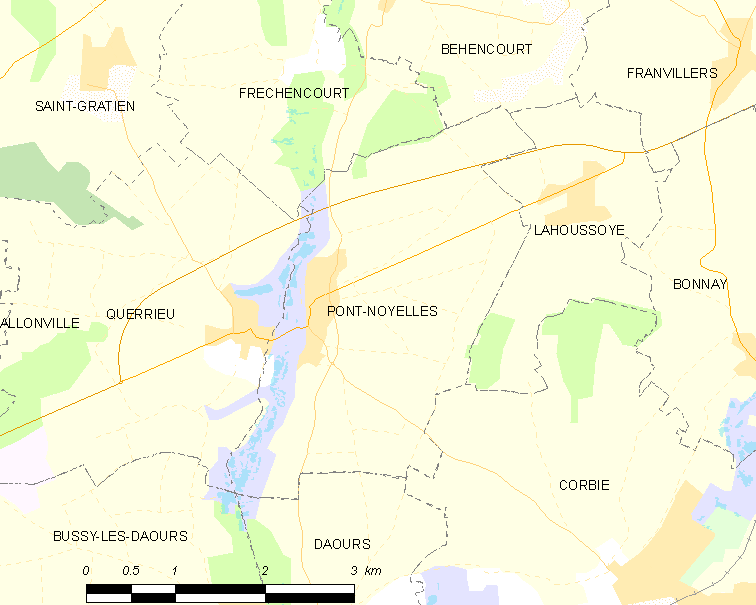
蓬努瓦耶勒的OSM定位图

## 行政
蓬努瓦耶勒的邮政编码为80115，INSEE市镇编码为80634。

## 政治
蓬努瓦耶勒所属的省级选区为科尔比县。

## 人口

1962-2008年间蓬努瓦耶勒人口变化图示

蓬努瓦耶勒于2022年1月1日时的人口数量为815人。